# 1201
Năm 1201 là một năm trong lịch Julius.